# حمله (فیلم ۱۹۹۲)
حمله (به هندی: Humlaa) فیلمی محصول سال ۱۹۹۲ و به کارگردانی ان. چاندرا است. در این فیلم بازیگرانی همچون درمندرا، آنیل کاپور، میناکشی سشادری، کیمی کاتکار ایفای نقش کرده‌اند.

## خلاصه داستان
جوانی ساده‌ای به نام شیوا پرساد از روستایشان به امید یافتن کاری عازم بمبئی می‌شود. برادرش باوانی که سرکرده باند تبهکاران است و در بمبئی زندگی می‌کند او در آنجا اعتبار زیادی برای خود کسب کرده‌است. از سوی دیگر رقیب باوانی به نام جگتاب که دشمنی دیرینه با وی دارد از هر فرصتی برای ضربه زدن به او استفاده می‌کند. شیوا که دل در گروی دختری بنام سیما دارد کاری در یک هتل می‌یابد و از طریق دوستش خانه باوانی را پیدا می‌کند و سراغش می‌رود و ظاهراً همه چیز خوب پیش می‌رود تا اینکه افراد جگتاب باوانی و شیوا را در خیابان غافلگیر می‌کنند و باوانی به شدت زخمی می‌شود. شیوا وقتی از طریق افراد برادرش متوجه می‌شود که باوانی قرار بوده‌است برای معامله به دیدار خلافکاری بنام شیرخان برود تصمیم می‌گیرد خودش بجای او سر معامله برود. شیرخان در ازای پولی که می‌گیرد صندوق بزرگی به شیوا می‌دهد ولی وقتی شیوا آن را باز می‌کند با چند مار روبرو می‌شود و وحشت می‌کند. شیرخان به او می‌گوید کسی که از مار بترسد نمی‌تواند برادر مرد شجاعی مثل باوانی باشد و شیوا با تحقیر از قبیله رانده می‌شود؛ ولی چند دقیقه بعد بازمی‌گردد و طی یک درگیری خونین خود را به چادر شیرخان می‌رساند. شیرخان که صداقت و شجاعت شیوا برایش ثابت شده اجناس اصلی را با احترام تحویلش می‌دهد. باوانی از اینکه شیوا درگیر کارهای او شده عصبانی می‌شود و طی جر و بحثی او را از خود می‌راند. افراد جگتاب که فرصت خوبی به دست آورده‌اند شیوا را وارد گروه خود می‌کنند و شیوا با حمله به یکی از محموله‌های باوانی ضرر هنگفتی به او می‌زند. باوانی از سوی افرادش تحت فشار قرار می‌گیرد که شیوا را بکشد و…